# 백운면 (제천시)
백운면(白雲面)은 대한민국 충청북도 제천시의 면이다.

## 개요
백운면은 천등산 박달재 아래에 위치하고 있다. 덕동, 운학, 애련 계곡 등 천혜의 청정 산천과 박달재 자연휴양림이 있으며, 청정 농산물이 생산되는 전형적인 농촌 지역이다. 영화 《박하사탕》 가운데 김영호(설경구 분)가 "나 다시 돌아갈래!"를 외치던 장면의 촬영지이기도 하다.

## 행정 구역
- 덕동리(德洞里)
- 도곡리(道谷里)
- 모정리(茅亭里)
- 방학리(放鶴里)
- 애련리(愛蓮里)
- 운학리(雲鶴里)
- 원월리(院月里)
- 평동리(平洞里)
- 화당리(花塘里)

## 교육
- 백운초등학교
- 화당초등학교
- 백운중학교

## 관광지
- 덕동생태숲
- 박달재